# Protexarnis balanitis
Protexarnis balanitis là một loài bướm đêm trong họ Noctuidae.